# Albizia corniculata
Albizia corniculata là một loài thực vật có hoa trong họ Đậu. Loài này được (Lour.) Druce miêu tả khoa học đầu tiên.